# Andrzej Ruciński (fotograf)
Andrzej Ruciński (ur. 1957 w Siedlcach) – polski artysta fotograf. Członek Związku Polskich Artystów Fotografików. Członek siedleckiej Grupy Twórczej Fotogram.

## Życiorys
Andrzej Ruciński związany z siedleckim środowiskiem fotograficznym, mieszka i pracuje w Siedlcach – od 1981 roku aktywnie uczestniczy w pracy związanej z upowszechnianiem fotografii, jest inicjatorem i kuratorem wielu wystaw, plenerów oraz wydarzeń fotograficznych – lokalnych, ogólnopolskich i międzynarodowych. Od 1986 roku jest instruktorem fotografii w Miejskim Ośrodku Kultury w Siedlcach. Od 1995 roku jest inicjatorem, pomysłodawcą i współorganizatorem Międzynarodowych Plenerów Fotograficznych Podlaski Przełom Bugu. Szczególne miejsce w twórczości Andrzeja Rucińskiego zajmuje fotografia architektury, fotografia dokumentalna (m.in. koncertów jazzowych), fotografia krajobrazowa, fotografia portretowa – w dużej części wykonywana techniką otworkową. 
Andrzej Ruciński jest autorem i współautorem wielu wystaw fotograficznych; indywidualnych i zbiorowych oraz poplenerowych. Jego fotografie były prezentowane na wielu wystawach pokonkursowych, na których otrzymywały wiele akceptacji, nagród, wyróżnień, dyplomów i listów gratulacyjnych. Jest członkiem Grupy Twórczej Fotogram, działającej przy Miejskim Ośrodku Kultury w Siedlcach. Jest członkiem rzeczywistym Okręgu Warszawskiego Związku Polskich Artystów Fotografików (legitymacja nr 870). W 1998 roku został przyjęty w poczet członków Fotoklubu Rzeczypospolitej Polskiej Stowarzyszenia Twórców. Decyzją Komisji Kwalifikacji Zawodowych Fotoklubu RP, otrzymał dyplom potwierdzający kwalifikacje do wykonywania zawodu artysty fotografa, fotografika (legitymacja nr 111). 
W 2007 roku był inicjatorem i współzałożycielem siedleckiej Galerii Fotografii Fokus, którą kieruje do chwili obecnej. W 2009 roku został laureatem nagrody Prezydenta Siedlec Wawrzynu Siedleckiego. W 2020 odznaczony Brązowym Medalem „Za Fotograficzną Twórczość” – odznaczeniem ustanowionym przez Zarząd i przyznawanym przez Kapitułę Fotoklubu Rzeczypospolitej Polskiej Stowarzyszenia Twórców, w odniesieniu do obchodów 25-lecia powstania Fotoklubu RP. W działalności Fotoklubu RP uczestniczył do 2021.

## Odznaczenia
- Srebrny Medal „Zasłużony dla Fotografii Polskiej”[20]
- Odznaka honorowa „Zasłużony dla Kultury Polskiej” (2011)[5]
- Medal Złoty za Długoletnią Służbę (2018)[21]
- Brązowy Medal „Za Fotograficzną Twórczość” (2020)[17]

## Publikacje (albumy)
- Podlaski Przełom Bugu (współautor). Siedlce 2016[22]